# Dermodactylus montanus
Dermodactylus montanus — вид птерозаврів, що існував на території сучасного Китаю у ранній крейді (130—122 млн років тому).

## Скам'янілості
Dermodactylus описаний з однієї дистальної правої четвертої п'ясткової кістки, яку знайшов у 1878 році Семюелем Венделлом Віллістоном у місцевості Комо-Блафф у штаті Вайомінг. Ця кістка зберігається в колекції Музею природної історії Пібоді в Нью-Гейвені (штат Коннектикут). На той час ця кістка була найдавнішим останком птерозавра, знайденим, розпізнаним і описаним у Північній Америці.
Отніел Чарльз Марш спочатку назвав його як Pterodactylus montanus. Видова назва латиною означає «з гір». Але незабаром Марш передумав і дав виду нову родову назву Dermodactylus. У той же час він відніс до виду іншу кістку крила, зуби, хребці та коракоїд, але цей матеріал, ймовірно, занадто великий, щоб належати до типової особини.